# Itonama (peuple)
Pour la langue, voir Itonama.
Les Itonama sont  une ethnie amérindienne de l'Amazonie bolivienne. Ils parlaient traditionnellement l'itonama qui forme un isolat, une langue de nos jours pratiquement éteinte. On estime leur nombre à 2 000.
En 1704, le père Lorenzo Legarda recense 26 communautés d'Indiens Itonama et estime leur population à 6 000. Au tournant du XXe siècle, la fièvre du caoutchouc affecte leur mode de vie et décime leur population.
Ils habitent principalement les municipios de Magdalena et Huacaraje dans la province d'Iténez ainsi qu'à San Ramón (province de Mamoré) dans le département de Beni. Leurs communautés comptent entre cinq et dix familles et possèdent un conseil communautaire (cabildo), une chapelle et une école.
L'agriculture constitue la base de leur économie, ils pratiquent aussi la pêche, la chasse ainsi que pour certaines familles l'élevage. Les Itonama résident dans un environnement urbain vendent du bois de chauffe et du menu bétail. Certains travaillent aussi dans les grandes propriétés d'élevage bovin. Les Itonama possèdent un titre de propriété collectif sur certaines terres.